# Crinum erubescens
Crinum erubescens ist eine Pflanzenart aus der Gattung Hakenlilien (Crinum) innerhalb der Familie der Amaryllisgewächse (Amaryllidaceae). Sie ist in der Neotropis weitverbreitet.

## Beschreibung

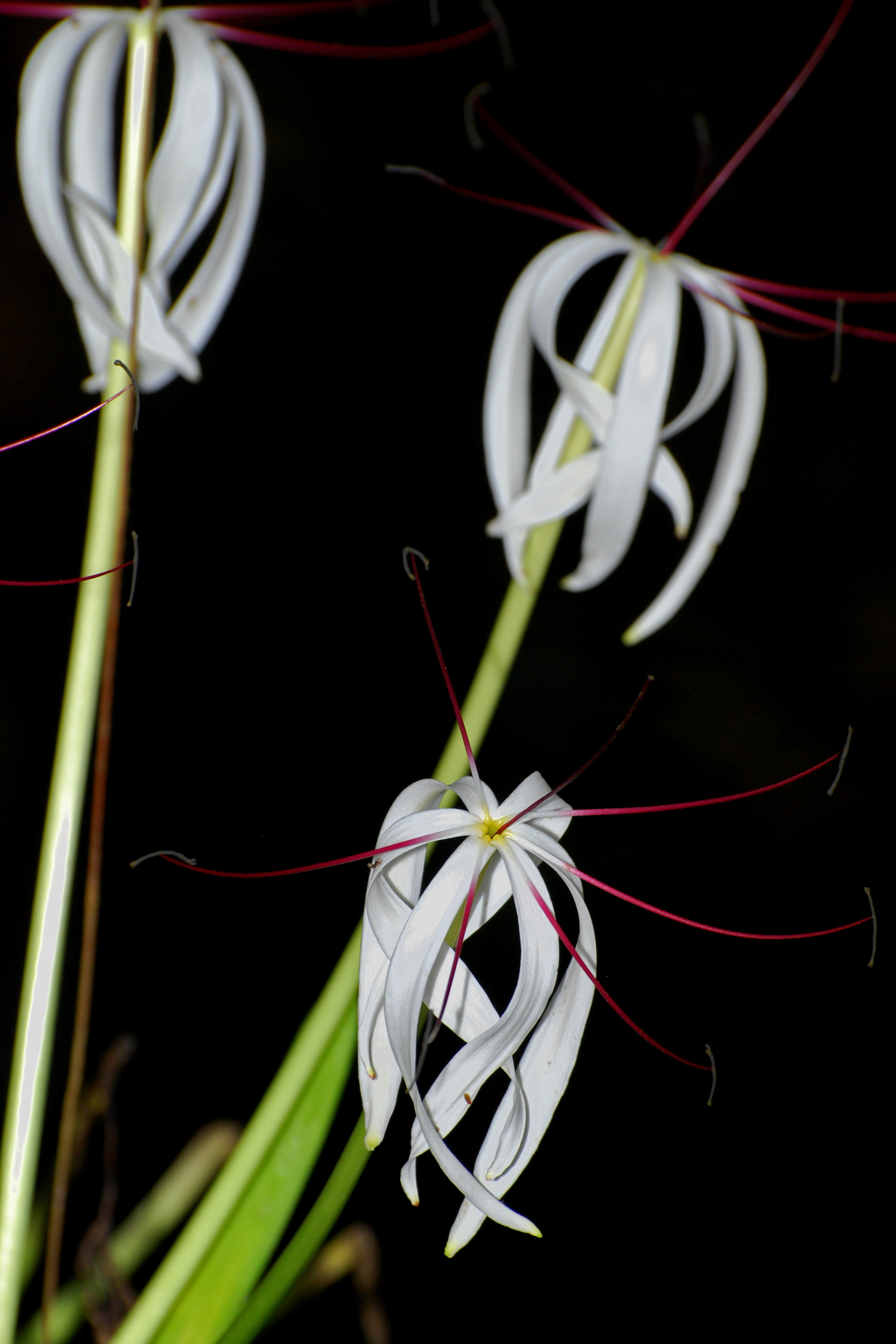
Lang gestielte Blüten mit den langen Staubfäden

### Vegetative Merkmale
Crinum erubescens ist eine große, ausdauernde, krautige Pflanze. Als Überdauerungsorgan wird eine eiförmige Zwiebel gebildet. Die einfachen Laubblätter sind 1 bis 2 Meter lang.

### Generative Merkmale
Die kräftigen Blütenstandsschäfte sind meist kürzer als die Laubblätter. Der Blütenstand enthält vier bis zwölf ungestielte Blüten. Die zwittrigen Blüten sind dreizählig. Die sechs 15 bis 25 Zentimeter langen, weiß, rotbraun überhauchten und haltbaren Blütenhüllblätter stehen stieltellerförmig zusammen. Die sechs freien Staubfäden sind mindestens 7 Zentimeter lang und ragen weit aus der Blüte hinaus, sind am Ansatz weiß und zum Ende hin rotbraun. Die Staubbeutel sind über 1 Zentimeter lang.
Die fleischigen Kapselfrüchte sind bei einer Länge von bis zu 7 Zentimetern unregelmäßig rundlich.
Die Chromosomenzahl beträgt 2n = 22, selten 70.

## Verbreitung und Verwendung
Crinum erubescens ist in der Neotropis von Mexiko bis ins tropische Südamerika weitverbreitet.  Dort wird sie als Zierpflanze verwendet.

## Taxonomie
Die Erstveröffentlichung von Crinum erubescens erfolgte 1789 durch Carl von Linné dem Jüngeren in William Aiton: Hortus Kewensis; or, a catalogue ..., Band 1, S. 413. Synonyme für Crinum erubescens L. f. ex Aiton sind: Crinum erubescens var. rubrilimbum Herb. nom. inval., Amaryllis procera Salisb., Crinum revolutum Lindl. nom. illeg., Crinum attenuatum Willd. ex Schult. & Schult. f., Crinum inodorum Tausch, Crinum commelinianum Herb., Crinum commelyni Jacq., Crinum dieterichii Schult., Crinum cruentum Ker Gawl., Crinum lindleyanum Herb., Crinum loddigesianum Herb., Crinum lancei Herb. ex Sweet, Crinum corantinum Herb. ex Steud., Crinum crucibulum D.Dietr., Crinum octoflorum Herb. ex Steud., Crinum rubrilimbum Sweet ex Steud., Crinum corantynum M.Roem., Crinum erubescens var. majus Herb., Crinum erubescens var. minus Herb., Crinum erubescens var. berbicense Herb., Crinum erubescens var. viridifolium Herb., Crinum erubescens var. braziliense Herb., Crinum erubescens var. caraccense Herb., Crinum erubescens var. corantinum Herb., Crinum erubescens var. octoflorum Herb., Crinum erubescens var. mexicanum M.Roem., Crinum gordonianum M.Roem., Crinum guianense M.Roem., Crinum lanceanum Willd. ex M.Roem., Crinum lindleyanum Schult. f. ex Seub., Crinum viridifolium M.Roem., Crinum cruentum var. albidum Kunth, Crinum pumilum Salisb. nom. superfl., Crinum soboliferum Salisb. nom. superfl., Crinum odoratissimum Tausch.